# Nepini
Tribu
Les Nepini sont une tribu d'insectes aquatiques, de l'infra-ordre des hétéroptères (punaises) et de la famille des Nepidae. Elle comprend l'ensemble des Nepinae à l'exception du genre Curicta.

## Description
Les Nepini ont, comme les autres Nepinae, le corps aplati, de couleur brunâtre (sauf le dessus de l'abdomen parfois rouge), en forme de navette allongée avec à l'extrémité de l'abdomen un organe respiratoire en tube plus ou moins long. Elles ont la distance entre les hanches des pattes intermédiaires inférieure au diamètre des hanches. Elles ont le corps un peu plus large que les Curictini, mais la distinction formelle entre les deux tribus n'est pas facile. Elle se fait sur la base des organes génitaux internes, et de la suture entre les segments abdominaux chez les mâles. Chez les Nepini, les coxae sont courtes (inférieures à la moitié de la longueur des fémurs correspondants), alors qu'elles sont plus longues chez les Curictini. À l'inverse, le tibia antérieur est plus long chez les Nepini, dépassant la dent du fémur lorsqu'il se replie, alors qu'il n'atteint pas cette dent chez les Curictini. Chez ces derniers, le pronotum est plus long que large, alors que chez les Nepini, il est pratiquement aussi large que long, voire plus large,.  

## Répartition et habitat
Les Nepini sont surtout paléotropicaux (en Afrique et dans la zone indomalaise), avec seulement un à deux genres dans la zone néotropicale (Telmatotrephes, peut-être une espèce de Laccotrephes), un genre présent également dans la région australasienne (Laccotrephes) et quelques espèces paléarctiques,. 
En Europe, seul le genre Nepa est présent, avec trois espèces, dont l'une seulement est largement répandue, la Nèpe cendrée (Nepa cinerea). Les deux autres sont endémiques, l'une de Corse et de Sardaigne (N. sardiniensis), et l'autre, N. anophthalma, découverte en 1994, d'une grotte de Roumanie avec des eaux sulfureuses mesothermales, ce qui en fait le seul hétéroptères stygobiotique.
En Amérique du Nord, il n'est existe qu'une seule espèce, du genre Nepa, Nepa apiculata, également présente au Québec,.

## Biologie
Les Nepini sont aquatiques, et se rencontrent dans les eaux calmes ou stagnantes peu profondes, avec peu de végétation, dans le fond vaseux, où elles attendent leurs proies. Elles sont prédatrices et chassent à l'affût. Elles saisissent leurs proies par leurs pattes avant ravisseuses,. Ils se nourrissent d'insectes ou de larves d'insectes aquatiques, de vers, voire de petits amphibiens ou de petits poissons.
Les Nepini sont capable de voler.
Lors de l'accouplement, le mâle se place à côté de la femelle, son abdomen par-dessus celui de sa partenaire. Il la retient par le protibia sur le pronotum (dans sa moitié antérieure chez Laccotrephes fabricii, et la moitié postérieure chez Nepa cinerea), et la patte médiane sur l'abdomen (vers la jonction du pronotum chez L. fabricii, et vers le bout chez N. cinerea). Le mâle tord son abdomen afin que l'extrémité passe sous celle de la femelle.
La ponte a lieu dans la boue, en eau peu profonde, de manière que les processus respiratoires des œufs, longs filaments, puissent atteindre la surface de l'eau.

## Systématique
Le premier taxon supragénérique pour placer le genre Nepa a été défini dès 1802 par l'entomologiste français Pierre-André Latreille. La tribu des Nepini est définie à partir de Menke et Stange en 1964, reprise Lansbury en 1974 et Štys et Jansson en 1988. 
Au total, la tribu compte 9 genres (dont six sont monotypiques) et environ 90 espèces.

### Fossiles
Des fossiles ont été retrouvés dans les genres actuels Nepa (deux espèces éteintes, remontant jusqu'à −38 millions d'années, au Priabonien, fin de l'Éocène) et Laccotrephes (fossile d'une espèce actuelle, L. robustus, vieux de -20 à −16 millions d'années, au Burdigalien, Miocène).

### Liste des genres
Selon BioLib (20 février 2023) :
- genre Borborophilus Stål, 1865
- genre Borborophyes Stål, 1870
- genre Laccotrephes Stål, 1866
- genre Montonepa Lansbury, 1973
- genre Nepa Linnaeus, 1758
- genre Nepella Poisson, 1947
- genre Nepitella Štys & Jansson, 1988
- genre Paranepa Poisson, 1965
- genre Telmatotrephes Stål, 1854

## Galerie

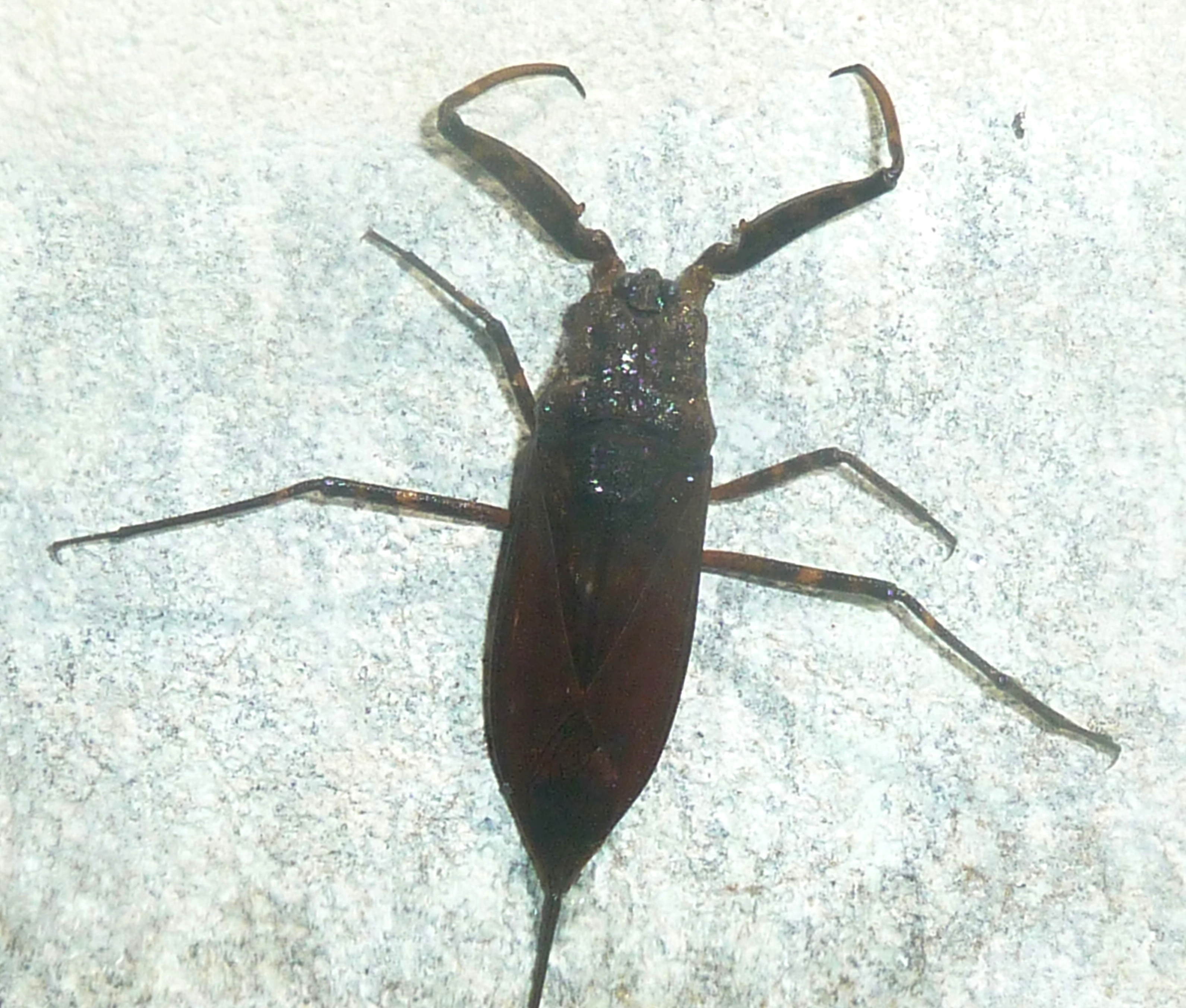
Laccotrephes fuscus (syn. : brachialis), Afrique du Sud.
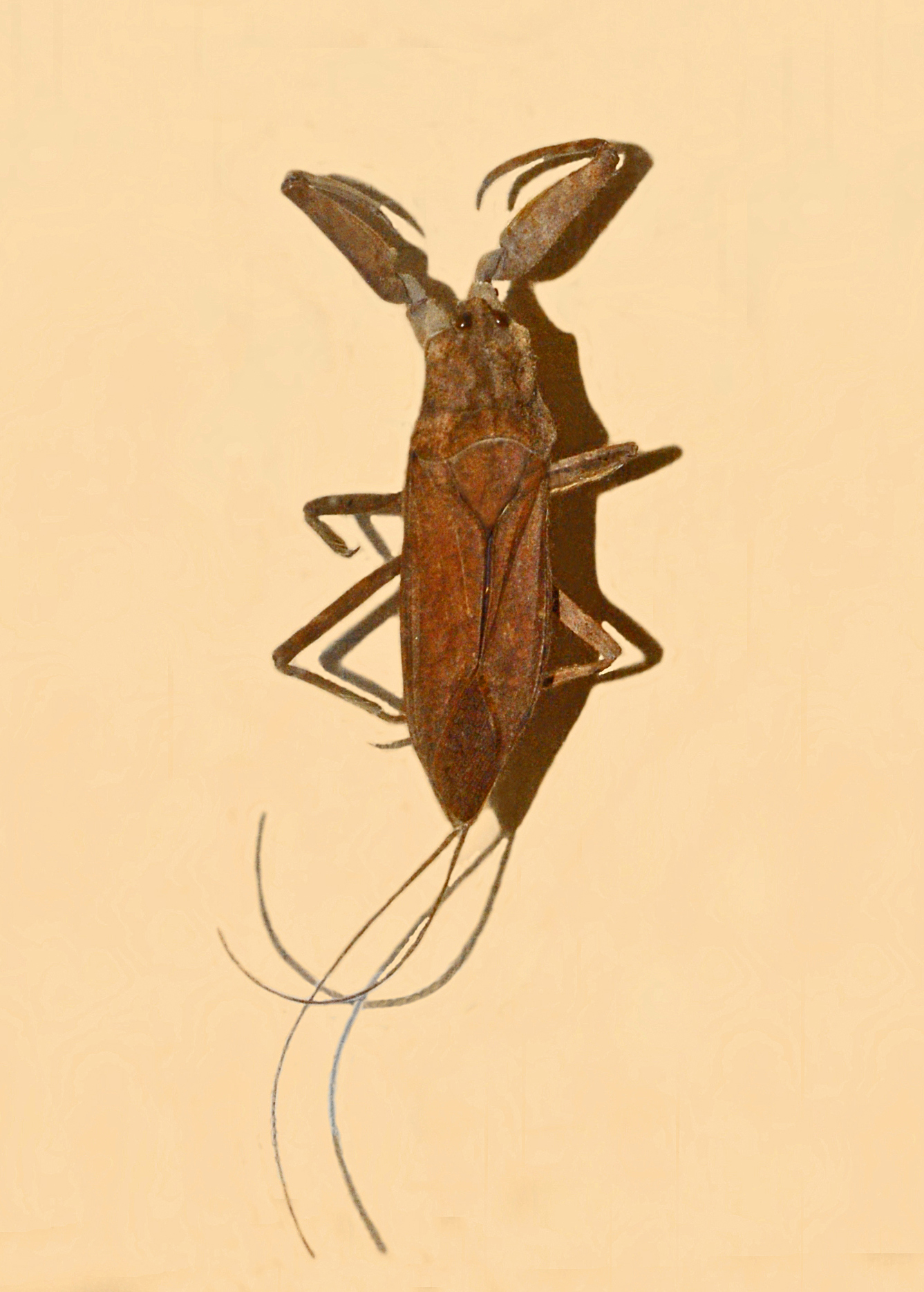
Laccotrephes pfeiferiae, Birmanie (spécimen de musée).
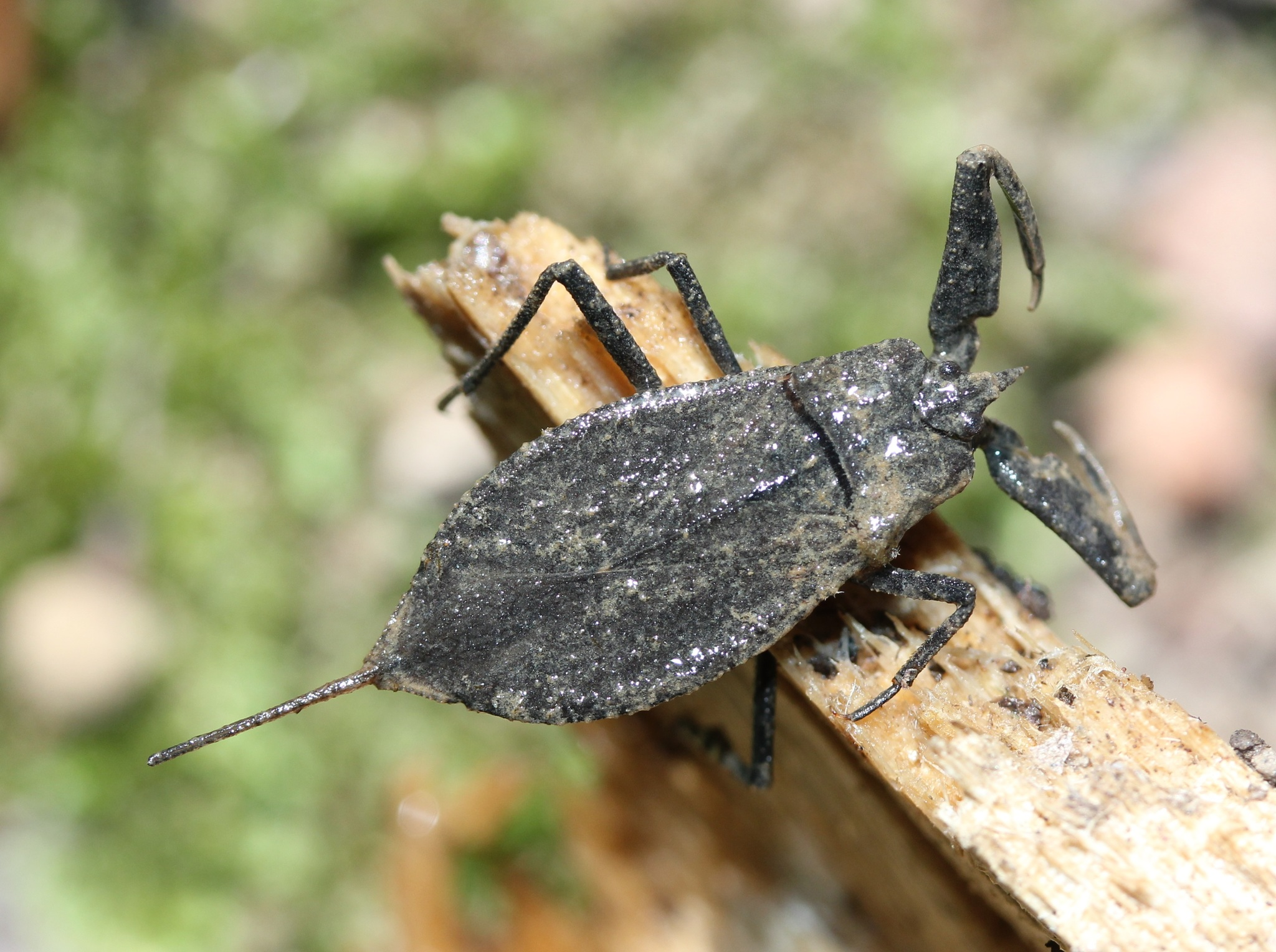
Nepa apiculata, Maryland (États-Unis).
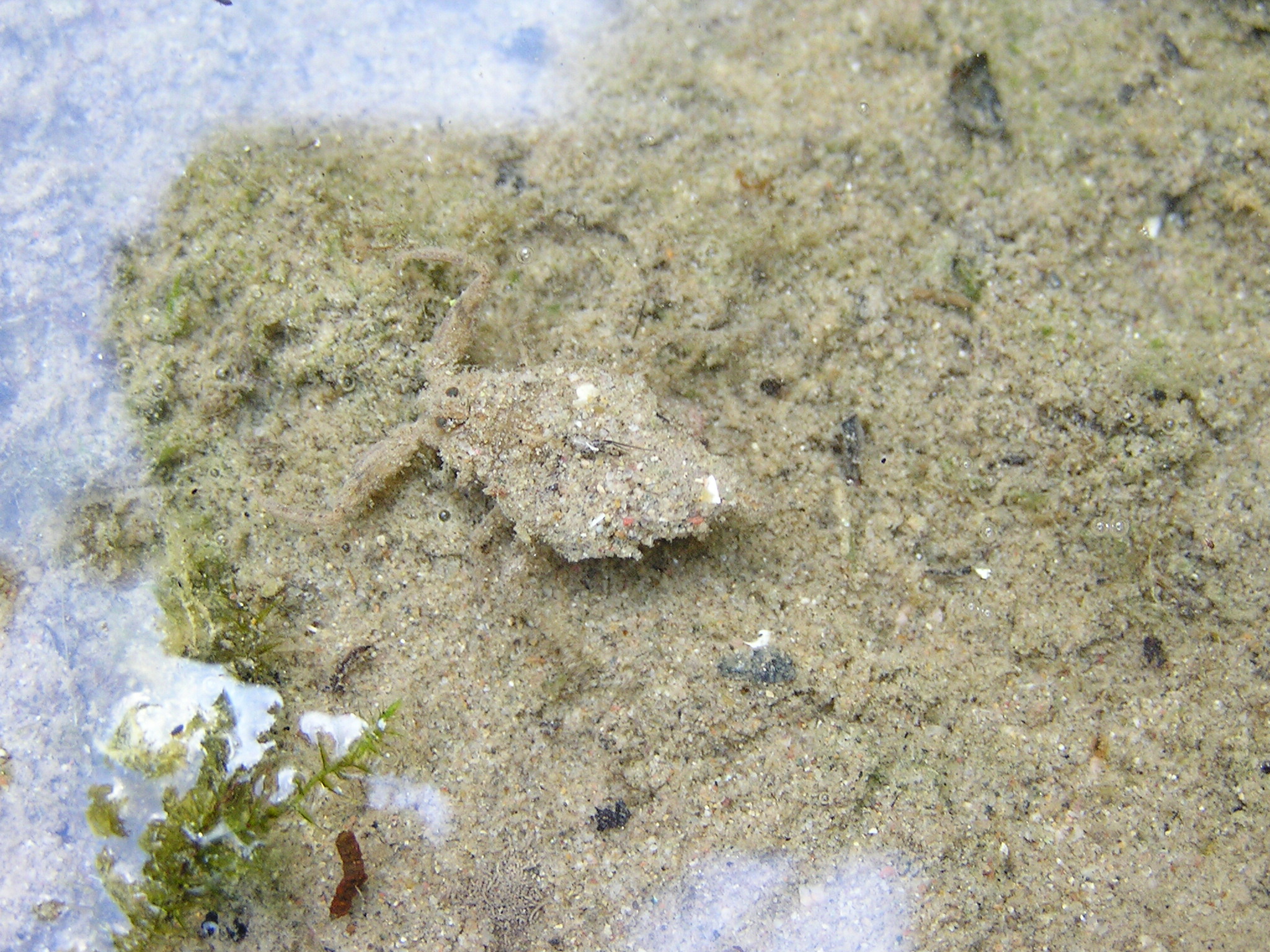
Juvénile de Nèpe cendrée camouflé sur le fond.
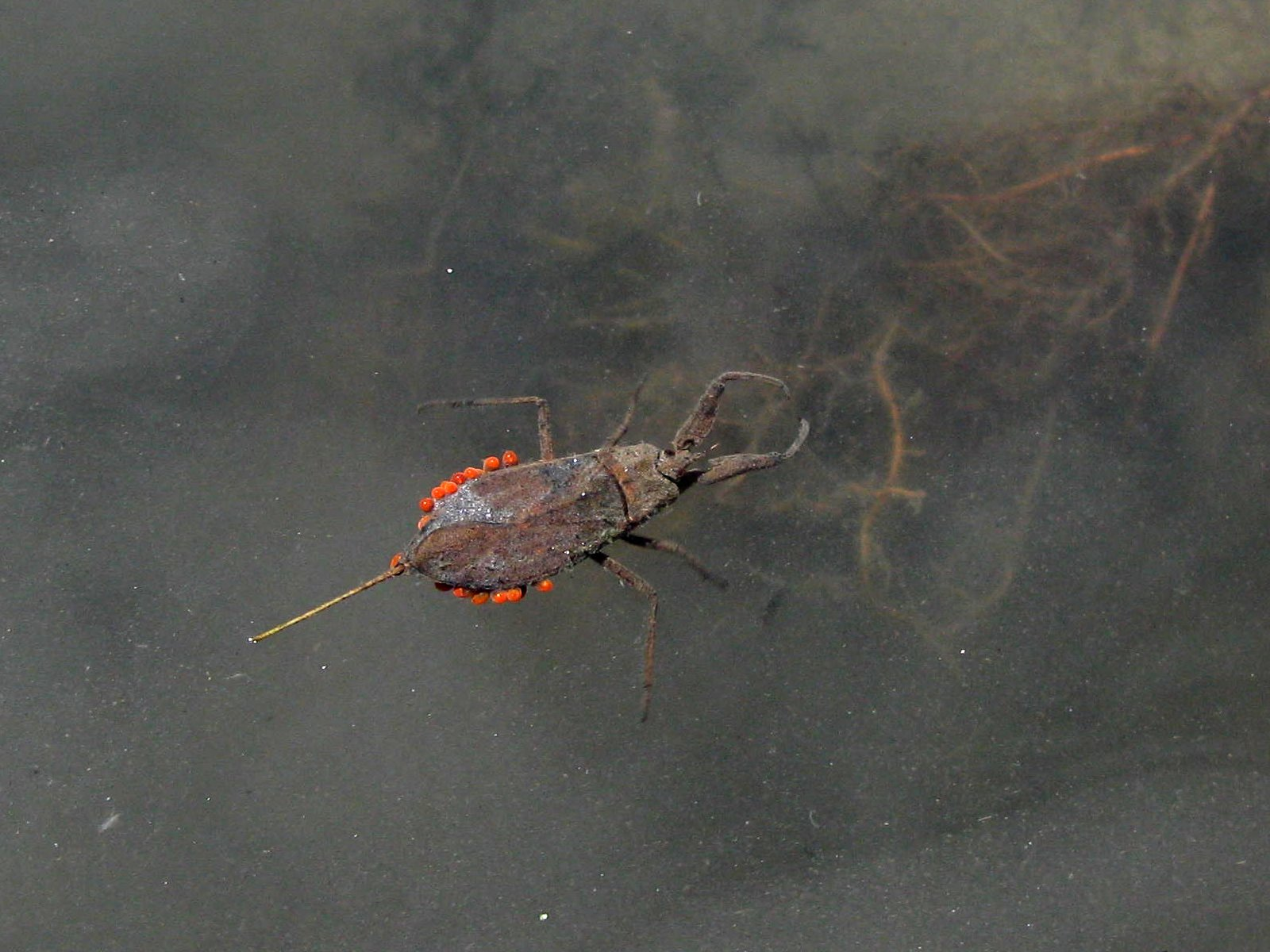
Une Nèpe cendrée parasitée par des acariens.